# Бофре, Жан
Жан Бофре́ (фр. Jean Beaufret; 2 мая 1907, Озанс — 7 августа 1982, Париж) — французский философ
, ученик, друг, исследователь и переводчик Хайдеггера.

## Биография
Учился в парижских лицеях Людовика Великого и Генриха IV, закончил Эколь Нормаль (1933). Работал над диссертацией под руководством Жана Валя, затем — после расхождения с Ж. Валем — под руководством Жана Гиттона. После прохождения военной службы в 1933 году начал профессиональную преподавательскую деятельность в качестве преподавателя философии в лицее. Его ранние философские интересы были связаны с немецкой философией XIX века, особенно с Гегелем, Фихте и Марксом. Дружил с Валери, Бретоном, Элюаром, Мерло-Понти, Целаном. Во время войны был в плену, сбежал, стал членом Сопротивления недалеко от Лиона в «Службе Периклес». В 1940-х — 1970-х годах — главный истолкователь идей Хайдеггера во Франции, в 1946 году впервые лично встретился с немецким философом и поддерживал с ним дружеские отношения до его смерти в 1976 году. Именно Бофре адресовано хайдеггеровское «Письмо о гуманизме» (Brief über den Humanismus). В круг его философских интересов и занятий также входили досократики и Гёльдерлин.

## Труды
- Le poème de Parménide (1955)
- Hölderlin et Sophocle (1965)
- Introduction aux philosophies de l’existence (1971)
- Dialogue avec Heidegger, 4 vols. (1973—1985)
- Notes sur la philosophie en France au XIXe siècle (1984)
- Entretiens avec F. de Towarnicki (1984)
- De l’existentialisme à Heidegger (1986)
- Leçons de philosophie, 2 vols. (1998)

## Ученики
Среди учеников Бофре — Франсуа Федье, Роже Мюнье, Жан-Люк Марион, Жан Франсуа Лиотар, Мишель Деги и многие другие.

## Публикации на русском языке
- Диалог с Хайдеггером. — Т. 1-4. — СПб.: Владимир Даль, 2007—2009.